# Concile de Tours (1236)
Pour les articles homonymes, voir Concile de Tours.
Le concile de Tours du 10 juin 1236 est tenu par l'archevêque Juhel. Il interdit à tout croisé et autre chrétien de massacrer ou de maltraiter les Juifs : 
« Nous défendons étroitement aux croisés et aux autres chrétiens de tuer ou battre les Juifs, leur ôter leurs biens ou leur faire quelque autre tort, puisque l'église les souffre, ne voulant point la mort du pécheur, mais sa conversion. Les évêques auront soin de la subsistance des nouveaux convertis, de peur qu'ils ne retournent à leur ancienne croyance sous prétexte de pauvreté. » ;